# Charles François Angelet
Charles François Angelet (Gent, 18 november 1797 – aldaar, 20 december 1832) was een Vlaams pianist en componist Hij behoorde tot de orde van de Vrijmetselaars.
Hij werd geboren als zoon van de organist en muziekleraar Benedictus/Benoit/Robert Angelet; die bespeelde het orgel van de Onze-Lieve-Vrouwekerk in Gent (gesloopt in 1799). De jonge Angelet kreeg dan ook zijn eerste muzieklessen van zijn vader en speelde op zevenjarige leeftijd een pianoconcert. In 1814 werd hij organist te Wetteren.. Hij mocht daarna studeren aan het  Conservatorium van Brussel. Aan het Conservatorium van Parijs kreeg hij daarna lessen in compositieleer van François-Joseph Fétis. In 1829 werd hij benoemd tot hofpianist van koning Willem I der Nederlanden. Een baan aan het Brussels conservatorium werd door hem geweigerd. De Belgische Revolutie zorgde dat aan de functie van hofpianist een vroegtijdig einde kwam. Zijn gezondheid zou hem al snel in de steek laten; hij stierf na een langdurig ziektebed in zijn Gentse woning aan de Sint-Pietersnieuwstraat.
Hij schreef een beperkt aantal werken, waaronder een pianotrio en enkele pianowerken, waaronder 
- zijn Symphonie a grand orchestre werd geschreven naar aanleiding van de Algemene tentoonstelling van de voortbrengselen der Nederlandse nijverheid, afdeling toonkunst, van 1820. Deze wedstrijd werd niet door hem gewonnen, maar hij kreeg er een tweede prijs voor.. Bij de uitvoering was ook Anton Reinhard Falck aanwezig, aan wie het werk zou worden opgedragen. Op voorspraak van Falck mocht Angelet enige tijd lessen volgen aan het conservatorium van Parijs; hij was er onder meer professeur-répétitor[1]
- La Léopoldienne, een hommage aan Leopold I van België. Zijn vrouw Jenny Angelet (Courceli) schreef de tekst.

- Gemeinsame Normdatei: 116310464
- International Standard Name Identifier: 0000 0000 1384 1272
- MusicBrainz: 5c4ba7bb-b7b5-4eb7-a26b-663e58f6f690
- Nederlandse Thesaurus van Auteursnamen: 167281097
- Virtual International Authority File: 37663561
- WorldCat: E39PBJrRgqRxwhRmgDvTYKR9Xd